# Elodea nuttallii
Elodea nuttallii là một loài thực vật có hoa trong họ Hydrocharitaceae. Loài này được (Planch.) H.St.John mô tả khoa học đầu tiên năm 1920.